# Фихтель, Аня
А́ня Фи́хтель-Мориц (нем. Anya Fichtel-Mauritz; род. 17 августа 1968, Таубербишофсхайм, Баден-Вюртемберг) — немецкая фехтовальщица, рапиристка, двукратная олимпийская чемпионка и многократная чемпионка мира.
Олимпийская чемпионка Игр в Сеуле в 1988 в личном и командном первенстве. Чемпионка мира 1986, 1990 в личном первенстве, 1985, 1989, 1993 в командном первенстве. Серебряный призёр Олимпийских игр 1992 в командном первенстве. Бронзовый призёр Олимпийских игр 1996 в командном первенстве. C 1986 по 1996 — чемпионка Германии.
Замужем за австрийским рапиристом Мертенем Морицем, выступавшим в 1992 году на Олимпиаде в Барселоне (11-е место).

## Ссылки

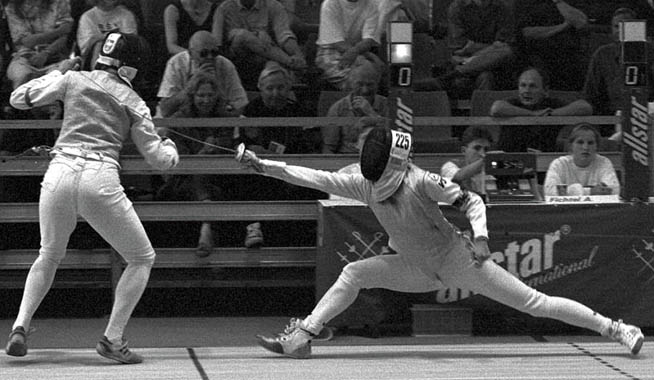
Аня Фихтель (справа) на ЧМ 1993